# Cạnh tranh giữa Leeds United A.F.C. và Manchester United F.C.

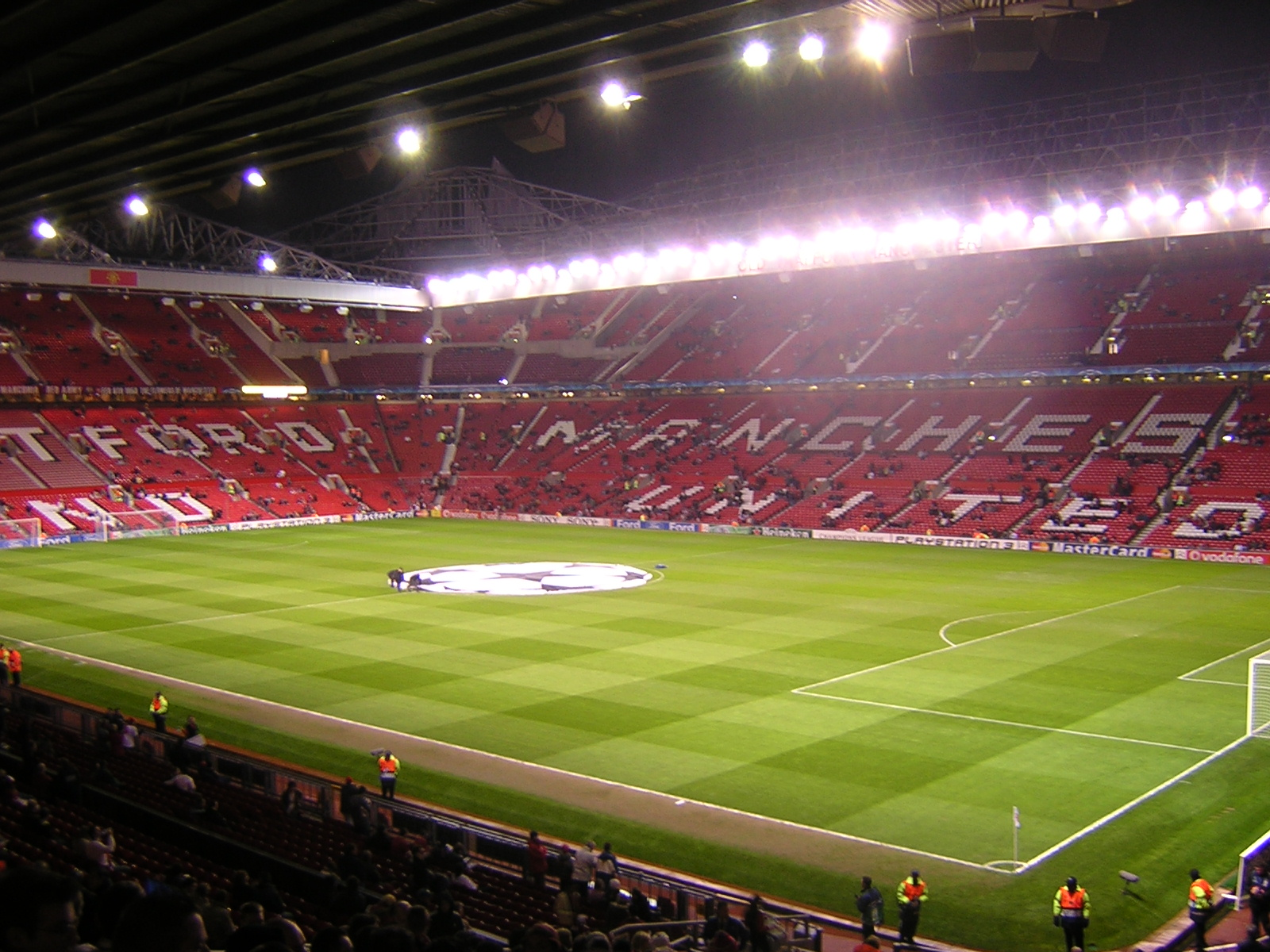
Old Trafford – sân nhà của Manchester United

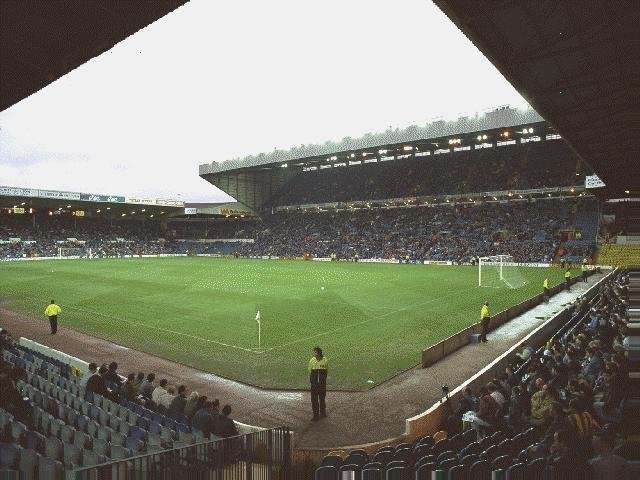
Elland Road – sân nhà của Leeds United

Cuộc đối đầu giữa Leeds United và Manchester United, còn gọi là trận derby Hoa hồng sự cạnh tranh giữa hai câu lạc bộ bóng đá tại Miền bắc nước Anh là Leeds United và Manchester United. Sự cạnh tranh bắt nguồn từ tình trạng thù địch mạnh mẽ giữa hai quận trong lịch sử của hai dòng họ Lancashire và Yorkshire, trong đó phổ biến nhất được cho là bắt nguồn từ sự kiện Chiến tranh Hoa Hồng của thế kỷ 15. Mặc dù thành phố Leeds và Manchester tranh chấp hơn 40 dặm (64 km) nhưng giá trị lịch sử và truyền thống được tôn trọng giữa hai câu lạc bộ.. Một cuộc khảo sát độc lập của công ty nghiên cứu thị trường Football Fans Census đã chỉ ra rằng trong bóng đá Anh, cả Leeds United và Manchester United đều được xếp hạng trong danh sách ba câu lạc bộ hàng đầu dựa trên số lượng các câu lạc bộ xem họ là đối thủ cạnh tranh.
Trong quá khứ, sự cạnh tranh giữa hai câu lạc bộ đã đi quá giới hạn tại sân Old Trafford và sân Elland Road. Sự kình địch trở nên căng thẳng hơn trong những năm 1970, khi các nhóm côn đồ bóng đá lên cao điểm, các cuộc đụng độ giữa Leeds Service Crew và Manchester United Red Army, hai trong số các nhóm côn đồ khét tiếng nhất ở Anh, đã phổ biến và trở nên nổi tiếng như một trong số những cuộc đụng độ bạo lực nhất của bóng đá Anh. Nhiều người đã bị thương trong các cuộc đụng độ trên nhưng tình trạng bạo lực giữa những người hâm mộ của các câu lạc bộ đã giảm mạnh kể từ những năm 1970 vì một số lý do, chủ yếu là do sự giảm bớt tính côn đồ nói chung. Vào tháng 1 năm 2010, trước khi hai câu lạc bộ gặp nhau tại vòng 3 FA Cup, huấn luyện viên Sir Alex Ferguson của Manchester United đã mô tả các trận đấu giữa cả hai là "những dịp tuyệt vời, cuồng nhiệt" cùng với bầu không khí "sôi động". Sự kình địch cũng đã được tờ báo The Daily Telegraph gán cho là "sự cạnh tranh khốc liệt nhất – và không thể giải thích được – của bóng đá Anh".
Những cuộc đụng độ trở nên ít dần kể từ năm 1982, năm mà Leeds United bị xuống hạng vào hạng Nhì. Chủ nghĩa côn đồ vẫn còn xuất hiện đầy rẫy trong giới hâm mộ các câu lạc bộ ở Giải vô địch quốc gia Anh giai đoạn này, tuy nhiên vào thời điểm Leeds United trở lại đỉnh cao trong năm 1990, vấn đề này đã dần ít nghiêm trọng hơn kể từ đó. Sự kình địch và các nhóm côn đồ giảm dần từ năm 2004, khi Leeds United bị xuống hạng từ Premier League. Hai đội chỉ gặp nhau hai lần kể từ đó và trong các cuộc thăm dò bỏ phiếu gần đây cho thấy người hâm mộ Leeds United vẫn coi Manchester United là đối thủ chính của họ, còn người hâm mộ Manchester United coi Liverpool là đối thủ chính của họ, theo sau là Manchester City và Arsenal. Sau khi Leeds United được thăng hạng nhờ giành chức vô địch tại EFL Championship 2019–20, cả hai đội gặp lại nhau trong mùa giải Premier League 2020–21 và Manchester United đã đánh bại đối thủ với tỷ số 6–2. Về số lượng danh hiệu, lợi thế nghiêng hẳn về phía Manchester United khi họ đã giành được tới 66 danh hiệu, thành tích hoàn toàn vượt trội so với 9 danh hiệu của Leeds United.

### Chiến tranh Hoa Hồng

Biểu tượng hoa hồng đỏ của nhà Lancaster

Biểu tượng hoa hồng trắng của nhà York